# بوبي وارد
بوبي وارد (بالإنجليزية: Robert Ward)‏ (21 أكتوبر 1958 بغلاسكو في المملكة المتحدة - ) هو لاعب كرة قدم بريطاني في مركز الهجوم. لعب مع نادي سلتيك ونيوبورت كونتي.

## وصلات خارجية
- بوبي وارد على موقع قاعدة بيانات كرة القدم.إي يو (الإنجليزية)
- بوبي وارد على موقع قاعدة بيانات كرة القدم.إي يو (الإنجليزية)